# ميشيل ميليت
روبين ميشيل مايليت المعروفة مهنيًا باسم ميشيل مايليت (بالإنجليزية: Michelle Mylett)‏ هي ممثلة كندية ولدت يوم 4 يناير 1989 في فانكوفر في كندا. اشتهرت بدورها ككاتي في المسلسل الكوميدي ليتيركيني وفيلم رعب غير اجتماعي.

## روابط خارجية
- ميشيل ميليت على موقع IMDb (الإنجليزية)
- ميشيل ميليت على موقع ألو سيني (الفرنسية)
- ميشيل ميليت على موقع أول موفي (الإنجليزية)
- ميشيل ميليت على موقع قاعدة بيانات الفيلم (الإنجليزية)
- ميشيل ميليت على موقع كينوبويسك (الروسية)